# Больничные записки

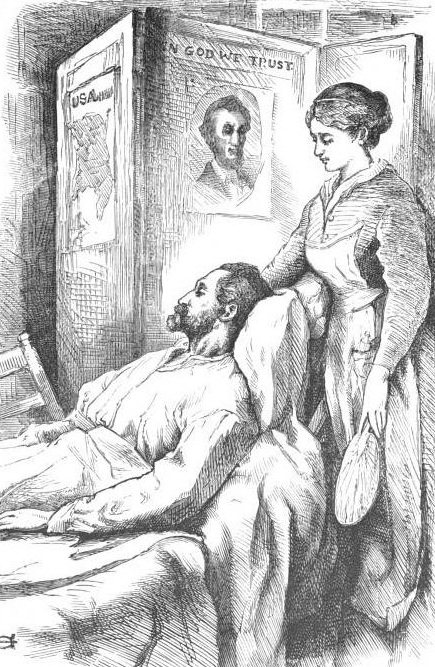
Изображение Джона, кузнеца из Вирджинии, из более позднего издания «Больничных записок».

Больничные записки (англ. Hospital Sketches, 1863) — сборник из четырёх очерков, основанных на письмах Луизы Мэй Олкотт, отправленных домой в течение шести недель, которые она провела медсестрой-добровольцем в армии Союза во время Гражданской войны в США в Джорджтауне.

## Содержание
Tribulation Periwinkle начинает историю с жалобы: «Я хочу что-то сделать». Она отвергает предложения написать книгу, преподавать, выйти замуж или начать играть. Когда её младший брат предлагает ей «пойти ухаживать за солдатами», она сразу же отвечает: «Я буду!» После значительных трудностей в попытке получить место, ей ещё труднее найти место в поезде. Затем она описывает своё путешествие через Нью-Йорк, Филадельфию и Балтимор в Вашингтон.
Сразу после её прибытия она должна оказать помощь раненым в битве при Фредериксберге. Её первое задание — мыть их перед тем, как укладывать спать. Она разговаривает с различными ранеными солдатами, в том числе с ирландцем и кузнецом из Вирджинии. Смерть кузнеца, которого звали Джон, глубоко тронула её.

## Составление и публикация
После того, как разразилась Гражданская война, город Конкорд, штат Массачусетс, сплотился, что вдохновило многих молодых людей стать добровольцами. Компания собралась в городе 19 апреля 1861 года, в годовщину сражений при Лексингтоне и Конкорде, когда они отправились в путь. Луиза Мэй Олкотт написала своему другу Альфу Уитмену, что это «захватывающее зрелище». Она была разочарована тем, что ей пришлось остаться, сокрушаясь: «Поскольку я не могу сражаться, я буду довольствоваться работой с теми, кто может». Она присоединилась к местным женщинам, которые вызвались шить одежду и обеспечивать другими принадлежностями. В свой 30-й день рождения 29 ноября 1862 года она решила сделать больше. Она записала в своём дневнике: «Тридцать лет. Решила поехать в Вашингтон медсестрой, если я смогу найти место». 11 декабря она направилась в Джорджтаун, недалеко от Вашингтона, округ Колумбия. Работая медсестрой, Олкотт заразилась брюшным тифом и лечилась ртутью в виде каломеля. Она выжила, но позже записала: «Я никогда не болела до этого времени и никогда не выздоравливала после».
Работая медсестрой, Олкотт написала несколько писем своей семье в Конкорд. По настоянию других она подготовила их к публикации, немного видоизменив и беллетризовав. Рассказчица историй была переименована в Барвинок Скорби (англ. Tribulation Periwinkle), но зарисовки практически соответствуют реальному опыту Олкотт.

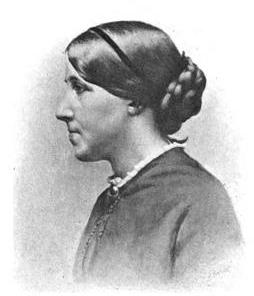
Луиза Мэй Олкотт в 1862 году

Первый из набросков был опубликован 22 мая 1863 года в аболиционистском журнале Boston Commonwealth под редакцией друга семьи Франклина Бенджамина Сэнборна. Окончательные заметки были опубликованы 26 июня. Сама Олкотт не особо заботилась о сочинениях, отвергая идею о том, что они были «остроумными», и признавалась: «Я хотела денег». Произведения получили признание критиков и публики, что принесло Олкотт мгновенный успех.
Трансценденталист Монкюр Д. Конвей, который помог обеспечить публикацию набросков в Boston Commonwealth, рекомендовал собрать их в виде книги. К автору обратился Томас Найлс, многообещающий сотрудник Roberts Brothers, с предложением опубликовать наброски в виде книги. Вместо этого она обратилась к более известному издателю Джеймсу Редпату, который заплатил ей 40 долларов за книгу. По предложению её отца книга была посвящена Ханне Стивенсон, подруге, которая помогла Олкотт упрочить своё положение медсестры-добровольца. Книга по цене 50 центов принесла автору пять центов гонорара за каждую проданную копию, а дополнительные пять центов были пожертвованы детям, осиротевшим во время войны. Спустя годы Уолт Уитмен связался с Редпатом, надеясь, что тот опубликует свои собственные воспоминания о медсестре времён Гражданской войны. Как он писал, книга «Меморандумы во время войны» будет «чем-то значительно большим, чем просто больничные записки».
Спустя четырнадцать лет после публикации Олкотт размышляла о том, чтобы избегать братьев Робертс, которые позже опубликовали «Маленьких женщин» (1868): «Близорукая Луиза! Вы и не мечтали, что эти же братья Робертс помогут вам сколотить состояние несколько лет спустя». После успеха этого романа Найлз предложил переиздать «Больничные записки» под издательством братьев Робертс, и Олкотт немного расширила их.

## Отзывы
Отец Луизы Мэй Олкотт, Эймос Бронсон Олкотт, предсказал, что записки, «вероятно, будут популярными, как по теме, так и по стилю обращения, рекомендуя их читателю, и особенно армии. Я не вижу ничего, что мешало бы положительно оценить заслуги Луизы как женщины и писательницы. Ничто не могло быть более удивительным для неё и приятным для нас». Её отец был прав; когда произведение оказалось популярным, Олкотт была удивлена собственному успеху. Как она писала: «Я не понимаю, почему людям нравятся несколько выдержек из писем вывернутые вверх тормашками, написанные на перевёрнутых чайниках, в ожидании, пока согреется каша или остынут припарки, [или] чтобы мальчики проснулись и мучились». Генри Джеймс-старший написал ей письмо, в котором похвалил «её очаровательные зарисовки больничной службы». Boston Evening Transcript назвал книгу «беглой и яркой, с нотками тихого юмора и живого остроумия». Сама Олкотт писала: «Я считаю, что сделала хорошее дело, не зная об этом».